# اختلال وسواسی-جبری
اختلال وسواس فکری-عملی، یا اختلال وسواسی-جبری (به انگلیسی: Obsessive-Compulsive Disorder (OCD)) یک اختلال روانی است که در آن فرد افکار افراطی و خاص (با نام وسواس فکری: Obsessions) را به‌طور مکرر تجربه می‌کند یا نیاز به انجام مکرر اعمال خاصی (با نام وسواس عملی: Compulsions) را احساس می‌کند تا حدی که باعث پریشانی یا اختلال در عملکرد عمومی فرد می‌شود.فرد جز برای مدت زمان کوتاهی، قادر به کنترل افکار و اعمال وسواسی خود نیست. طبق ملاک‌های دی‌اس‌ام، اختلال وسواس به دو صورت فکری و عملی تعریف می‌شود.وسواس‌های عملی رایج شامل شستن دست‌ها، شمارش اشیا و بررسی قفل شدن در است. این وسواس‌ها تا حدی رخ می‌دهند که زندگی روزمره فرد تحت تأثیر منفی قرار می‌گیرد، به‌طوری که اغلب بیش از یک ساعت در طول روز صرف پرداختن به این وسواس‌ها می‌شود. بیشتر بیماران بزرگسال متوجه می‌شوند که این رفتارها منطقی نیستند. این بیماری با اختلال تیک، اختلال اضطراب و افزایش خطر خودکشی همراه است.
علت این بیماری ناشناخته است. به‌نظر می‌رسد که عوامل ژنتیکی مؤثر باشند؛ چرا که هر دو دوقلوی همسان بیشتر از هر دو دوقلو ناهمسان تحت تأثیر بیماری قرار می‌گیرند. عوامل خطر شامل سابقه کودک آزاری یا سایر حوادث استرس‌زا است. ابتلا به برخی موارد از این بیماری به دنبال یک عفونت گزارش شده است. تشخیص براساس علائم است و مستلزم رد سایر دلایل احتمالی دارویی یا پزشکی است. برای ارزیابی شدت بیماری می‌توان از مقیاس‌های درجه‌بندی مانند مقیاس وسواس اجباری ییل-براون (Y-BOCS) استفاده کرد. سایر اختلالات با علائم مشابه شامل اختلالات اضطراب، افسردگی اساسی، اختلالات خوردن، اختلالات تیک و اختلال شخصیت وسواسی اجباری است.
درمان ممکن است شامل روان‌درمانی، مانند رفتاردرمانی شناختی (CBT)، و داروهای ضدافسردگی، مانند بازدارنده بازجذب سروتونین (SSRI) یا کلومیپرامین باشد. CBT برای درمان وسواس شامل افزایش مواجهه با ترس و وسواس است و درعین حال جلوگیری از رفتار اجباری که به‌طور معمول با وسواس همراه است، می‌باشد. برخلاف این درمان، درمان فراشناختی (MCT) رفتارهای تشریفاتی و آیینی بیمار در پاسخ به وسواس فکری را تشویق می‌کند تا رابطهٔ افکار شخص با رفتارهای آیینی را تغییر دهد. در حالی که به‌نظر می‌رسد کلومیپرامین به خوبی SSRIها عمل می‌کند، اما عوارض جانبی بیشتری دارد و معمولاً کلومیپرامین به‌عنوان یک درمان خط دوم تجویز می‌شود. در موارد مقاوم به درمان، استفاده از آنتی‌سایکوتیک‌های آتیپیک به همراه SSRI، ممکن است مفید باشد اما با افزایش خطر عوارض جانبی نیز همراه است. بدون درمان، این بیماری اغلب دهه‌ها طول می‌کشد.
طبق راهنمای تشخیصی و آماری اختلال‌های روانی 5-DSM، اختلال وسواسی -جبری و اختلالات مرتبط شامل اختلال وسواسی- جبری OCD، اختلال بدریخت انگاری بدن، اختلال ذخیره‌سازی، اختلال کندن مو، اختلال خراشیدن پوست، اختلال وسواسی -جبری و اختلالات ناشی از مواد/دارو، اختلال وسواسی-جبری و اختلالات مرتبط ناشی از بیماری طبی، اختلال وسواسی-جبری و اختلالات مرتبط معین دیگر و اختلال وسواسی-جبری و اختلالات مرتبط نامعین می‌باشد.

## ملاک‌های تخصصی
A. وجود وسواس‌های فکری یا عملی یا هر دو

وسواس‌های فکری:
1. افکار، تمایلات یا تصورات که در دوره‌ای از اختلال، به شکل مزاحم و اجباری و ناخواسته تجربه شده و در اکثر افراد موجب اضطراب یا ناراحتی عمده گردند.
2. فرد تلاش می‌کند این افکار، تمایلات یا تصورات را نادیده گرفته یا سرکوب کند یا با پرداختن به افکار یا فعالیت‌های دیگر (مثل انجام یک وسواس عملی)، آن را خنثی سازد.

وسواس‌های عملی:

وسواس شامل احساس، اندیشه یا تصویر ذهنیِ مزاحم است و اجبار شامل رفتاری عودکننده است. ریشه بیماری وسواس، اضطراب است و بیماری به دو شکل فکری و عملی بروز می‌کند. چنانچه بیمار در برابر انجام عمل وسواسی مقاومت کند، اضطرابش بیشتر می‌شود. گاهی کودکان هم دچار وسواس می‌شوند که معمولاً نشانه‌های آن رفتارهای پرخاشگرانه، تکرار کلمات یا لجبازی با اطرافیان است.
فرد مبتلا به اختلال وسواس فکری- عملی، برای کاهش اضطراب خود که ناشی از فکر مزاحم است، فعالیت دیگری انجام می‌دهد که اضطراب او را کاهش دهد و در نتیجه وسواس را تشدید می‌کند
OCD اغلب با اختلال دو قطبی و اختلال افسردگی اساسی همزمان اتفاق می‌افتد. بین ۶۰–۸۰٪ از مبتلایان به اختلال وسواس فکری در طول زندگی خود یک دوره افسردگی اساسی را تجربه می‌کنند.
تحقیقات نشان می‌دهد که بین یک تا سه درصد جامعه ممکن است به اختلال وسواس- فکری عملی مبتلا باشند.

## وسواس
وسواس عقده، هیجان یا تکانه‌ای است عصبی (ایمپالس) که به شکلی متوالی برخلاف میل بیمار از شکل ناخودآگاه به صورت خودآگاه درآمده و باعث ایجاد پالس‌های عصبی خاص می‌شود تا در او ناراحتی و اضطراب برانگیزد و در نتیجه فرد برای رهایی از آن فشار عصبی، اقدام به انجام عملی خاص کند. مثل شست‌وشوی مکرّر دست‌ها یا شمارش چندبارهٔ پول یا کلمات و حروف و غیره. در جواب چنین حمله‌ای معمولاً شخص می‌کوشد از آن بگریزد و آن فکر خاص را از ذهن خود بیرون کند یا آن را با عمل و فکر دیگری جایگزین نماید و البته آگاهی دارد که این وسوسه‌ها مزاحم ذهن او هستند و برخلاف تزریق افکار، از خارج تحمیل نمی‌شوند.

## اجبار
عملی تکانه غیرقابل مقاومتی برای انجام یک عمل غیرمنطقی مانند شستن مکرر، دعای مداوم و غیره است.

## دلایل ابتلا به وسواس
عوامل خطر شامل سابقه کودک آزاری یا رویداد دیگری است که باعث ایجاد استرس می‌شود. ثبت شده است که برخی موارد به دنبال عفونت رخ داده است. تشخیص براساس علائم است و مستلزم رد سایر دلایل مربوط به دارو یا پزشکی است. برای ارزیابی شدت، می‌توان از مقیاس‌های رتبه‌بندی مانند مقیاس وسواس اجباری Yale-Brown (Y-BOCS) استفاده کرد. سایر اختلالات با علائم مشابه شامل اختلال اضطراب، اختلال افسردگی اساسی، اختلالات خوردن، اختلالات تیک و اختلال شخصیت وسواسی-اجباری است.
هرچند دلایل ابتلاء به اختلال وسواس جبری(OCD) کاملاً شناخته‌شده نیست، اما موارد زیر تأثیر زیادی در ابتلاء به این بیماری دارد:
1. تغییرات جسمی و بدنی
2. محیط
3. کمبود سروتونین
4. سابقه خانوادگی
5. زندگی پر از استرس

## تأثیرات وسواس (OCD) بر روی زندگی فرد مبتلا
1. اتلاف وقت
2. عدم توانایی در تمرکز حواس و ایجاد حواس‌پرتی
3. بازماندن از کارهای اصلی (از جمله تحصیل علم، مطالعه و درس خواندن و به‌دنبال آن افت تحصیلی)
4. خستگی ذهن و بی‌حوصله شدن فرد برای فکر کردن درمورد موضوعات مهم و اساسیِ زندگی و تحصیلی
5. مشکل در برقراری ارتباط و کاهش کیفیت زندگی.[۱۶]

## تشخیص‌های افتراقی
OCD اکثراً با اختلال شخصیت وسواسی-اجباری (OCPD) اشتباه گرفته می‌شود. OCD اگودیستونیک است، به این معنی که این اختلال با خودپنداره فرد مبتلا سازگار نیست. از آنجا که اختلالات اگودیستونیک مغایر با خودپنداره فرد است، باعث ایجاد پریشانی زیادی می‌شود. از طرف دیگر، OCPD اگوسینتونیک است یعنی فرد از اینکه رفتارهای وی ناسازگارانه هستند، آگاهی ندارد و احساس نارضایتی نیز نمی‌کند.

## مکانیسم‌های دفاعی ایجاد کننده وسواس
تشکل واکنشی، ابطال، جداسازی، توجیه عقلی و دلیل‌تراشی مهم‌ترین دفاع‌های روانی هستند که ممکن است منجر به پیدایش وسواس شوند.

## همه‌گیری

نقشهٔ پراکندگی اختلال وسواس فکریِ عملیِ سازمان بهداشت جهانی در سال ۲۰۰۲

- مردان و زنان به یک اندازه ممکن است به اختلال وسواسیِ جبری مبتلا شوند. اما ابتلاء به این اختلال در مردان عمدتاً در سنین پایین‌تری نسبت به زنان روی می‌دهد.[۲۱]
- احتمال تطابق در دوقلوهای همسان بالاتر است.
- وراثت عاملی برای وقوع وسواس است؛ به‌طوری‌که اگر کسی در خانواده دارای پدر و مادر وسواسی باشد، احتمال اینکه فرزند نیز به وسواس مبتلا شود، وجود دارد.

## درمان وسواس
اکثر افرادی که مبتلا به اختلال وسواس جبری می‌شوند، در مراحل اولیه برخی از علایم این بیماری را به‌طور خفیف تجربه می‌کنند و می‌توان از تشدید علایم در برخی از آن‌ها پیش از آن‌که به‌طور کامل دچار بیماری شوند، جلوگیری کرد. درمان اختلال وسواس اجباری ازجمله درمان وسواس فکری شامل سه مرحلهٔ روان‌درمانیِ شناختیِ رفتاری، رفتاردرمانی و دارودرمانی است. درمان‌های رفتاری اختلال وسواس اجباری شامل رویارویی و جلوگیری از پاسخ (ERP) است. در مرحلهٔ پیشگیری از عادات، متخصص به فرد بیمار مبتلا به وسواس کمک می‌کند تا در بازه‌های زمانی طولانی و طولانی‌تری از رویارویی با شرایط استرس‌زایی قرار بگیرد که در آن احساس اجبار برای انجام کاری را می‌کند که استرس و اضطراب او را از بین می‌برد. در این شرایط، بیمار اصطلاحاً با خود درگیر می‌شود و هرچه‌قدر که زمان می‌گذرد و او بیشتر به انجام آن کار احساس نیاز می‌کند، او همچنان در مقابل میل وسواسی ایستادگی می‌کند تا مرحله‌ای که دیگر هیچ اجباری برای انجام آن کار خاص احساس نکند. دیده شده درمان شناختی رفتاری در طولانی مدت اثر ماندگاری داشته است.
درمان دارویی برای اختلال وسواس اجباری نیز یکی از مراحل مهم در فرایند بهبودی بیمار است. برای درمان اختلال وسواس اجباری از گروهی از داروها که اصطلاحاً آن‌ها را مهارکنندهٔ انتخابی بازجذب سروتونین (SSRIها) می‌نامیم، استفاده می‌شود. این داروها مقدار ترشح سروتونین در مغز را افزایش می‌دهند. در مغز بیماران مبتلا به اختلال وسواس اجباری، سروتونین بسیار کمی ترشح می‌شود یا مقدار ترشح شده توسط عصب‌های پیش سیناپس جذب و نابود می‌شود.
این داروها همان‌طور که از نامشان پیداست، از بازجذب سروتونین در مغز جلوگیری می‌کنند. این بازجذب در محل سیناپس‌ها اتفاق می‌افتد یعنی جایی که سلول‌های عصبی (نورونها) به یکدیگر متصل هستند. سروتونین یکی از مواد شیمیایی در مغز است که پیام‌های عصبی را از یک نورون به نورون دیگر در طول سیناپس‌ها منتقل می‌کند.
از این داروها در درمان افسردگی، اضطراب و سایر اختلالات خلقی نیز استفاده می‌شود. SSRIها میزان تراکم سروتونین در سیناپس‌ها را افزایش می‌دهند. آن‌ها این کار را با جلوگیری از بازجذب سروتونین در سلول عصبی که یک پالس مغزی را منتقل می‌کند انجام می‌دهند. بازجذب سروتونین عامل پایان یافتن تولید سروتونین جدید است.
از جمله داروهای رایجی که برای درمان اختلال وسواس اجباری تجویز می‌شوند و در گروه SSRIها جای می‌گیرند، می‌توان به فلوکستین (Fluoxetine)، سرترالین (Sertraline)، سیتالوپرام (Citalopram)، پاروکستین (Paroxetine) و اس‌سیتالوپرام (Escitalopram) اشاره کرد. در درمان اختلال وسواس اجباری همچنین از دارویی‌هایی چون اولانزاپین (Olanzapine) و ریسپریدون (Risperidone) استفاده می‌شود.
این گروه از داروها معمولاً اثر خوبی در درمان اختلال وسواس اجباری دارند و اثرات جانبی کمی دارند. سردرد، کم‌خوابی، اسهال و هیجان از جمله اثرات جانبی این داروها هستند.
در مدل درمان سریع دیگر، دلیل رفتارهای وسواسی بیمار که همان پاکیزگی، تقارن یا نظم می‌باشد، مورد قبول واقع شده اما برای بیمار ثابت می‌شود که هیچ پاکیزگی، نظم و تقارنی را نمی‌توان دقیقاً کامل دانست و برای رسیدن به این کمال، بی‌نهایت دقت و اتلاف وقت بسیار لازم است. آنگاه بیمار می‌فهمد که اعمال ادامه دارش تنها برای خروج از اضطراب و افسردگی‌هایش بوده است.

## افراد مشهور مبتلا به OCD[۲۳]
- دونالد ترامپ[۲۴]
- نیکولا تسلا
- دیوید بکهام
- کیتی پری
- هوارد هیوز
- لئوناردو دیکاپریو
- لنا دانهام
- هوارد استرن
- فیونا اپل
- جاستین تیمبرلیک
- هاوی ماندل
- امینم
- جیمز اسپیدر
- لی‌لی پونز
- آنتونی رابینز
- شارلیز ترون
- کامیلا کبیو
- استیون هاوکینگ
- ریچارد هموند